# 仙台鹽釜港
仙台鹽釜港（日语：／ Sendaishiogama kō）是位於日本宮城縣、仙台灣內的海港，由宮城縣政府負責港務營運。仙台鹽釜港包含了仙台、鹽釜、石卷及松島四大港區，是日本官方指定的中核國際港灣及國際據點港灣；2017年，其貨物吞吐量位居日本港口第11位。

## 名稱
仙台鹽釜港名稱中的「鹽釜」与港口所在城市鹽竈市的「鹽竈」为同一名称的不同写法，讀音皆為「しおがま」（Shiogama）。。

## 歷史

### 開發背景
自奈良時代起，今日的仙台鹽釜港所在地仙鹽地區即為日本東北諸內陸都市所倚靠的海上交通要道；當時的令制國之一陸奧國還曾在國府多賀城（今鹽竈市）的鹽竈津設置外港，成為今日鹽釜港的前身。
1876年（明治9年），明治天皇巡幸日本東北，並指示東北各地官員加緊振興產業。之後在內務卿大久保利通的協助支持下，促成了現代化港口野蒜築港的建立，一度取代鹽釜港的地位；然而1884年9月侵襲當地的颱風使野蒜築港的海港突堤等港口設施嚴重毀損，使政府最終放棄港口，撤出當地。此後，多數野蒜築港預定具備的機能移至附近的鹽釜港。1887年（明治20年），鹽釜車站通車營運；隔年，港口北側的工業用地建成，吸引大量工廠進駐，造就了鹽竈一時榮景。1910年，日本政府指定鹽釜港為第二種重要港口；1951年（昭和26年），指定為重要港灣。1950年代後，鹽釜港除了原有的貿易港口機能外，還完善了工業原料運輸及漁業機能。
二戰後，日本經濟高度成長，其中仙台地區指定為「新產業都市」。當地政府認為仙台原有的仙台港不敷使用，決定另建新港。1971年，現代化的仙台新港於仙台市東部的長濱落成，並編入鹽釜港編制內，正式名稱為「鹽釜港仙台港區」。自此之後，鹽釜港的大部分貿易機能便逐漸轉移至仙台港。2001年（平成13年），「鹽釜港」正式更名為「仙台鹽釜港」，其中鹽釜港本身與仙台港分別更名為「仙台鹽釜港鹽釜港區」及「仙台鹽釜港仙台港區」。
自江戶時代以來，石卷港便以東廻海運航線所倚靠的據點港口活躍，並於1964年成為重點港口。然而，在2010年日本政府自全國103個重要港口中選出43個重點港灣時，石卷港出乎意料的並未包含在名單內。同年5月，時任國土交通大臣前原誠司視察石卷港時，首次提出將該港與仙台鹽釜港合併的想法。

### 合併及現況
2011年3月，東日本大震災發生，使包括仙台鹽釜港、石卷港及位於觀光勝地松島的松島港在內的日本東部沿岸各港口受到嚴重損害。為整合協調各港口運輸事務，並藉此加快震後港口設施、貿易運輸網及產業復興，宮城縣政府正式決定將上述三港整合，經日本閣議通過，於2012年10月將原有的仙台鹽釜港（含仙台及鹽釜港區）、石卷港和松島港重整為仙台、鹽釜、石卷及松島四大港區，整體名稱則維持「仙台鹽釜港」不變。
今日的仙台鹽釜港是日本官方指定的中核國際港灣及國際據點港灣之一；2017年，其貨物吞吐量位居日本港口第11位。

## 外部連結
- 宮城縣政府 仙台鹽釜港港灣事務所（页面存档备份，存于）